# Katalonien-Rundfahrt 2004
Die 84. Katalonien-Rundfahrt war ein Rad-Etappenrennen, das vom 14. bis 20. Juni 2004 stattfand. Das Rennen wurde über sieben Etappen mit einem Einzel- und einem Mannschaftszeitfahren ausgetragen.

## Etappen
| Etappe    | Tag      | Start–Ziel                        | km    | Etappensieger                  |
| --------- | -------- | --------------------------------- | ----- | ------------------------------ |
| 1. Etappe | 14. Juni | Salou                             | 018.1 | Illes Balears-Banesto          |
| 2. Etappe | 15. Juni | Salou - Horta de Sant Joan        | 145,4 | Miguel Ángel Martín Perdiguero |
| 3. Etappe | 16. Juni | Les Borges Blanques – Pal Arinsal | 200,7 | Miguel Ángel Martín Perdiguero |
| 4. Etappe | 17. Juni | Ordino-Arcalís                    | 012,4 | Miguel Ángel Martín Perdiguero |
| 5. Etappe | 18. Juni | Llívia – Blanes                   | 180,6 | Danilo Hondo                   |
| 6. Etappe | 19. Juni | Blanes – Vallirana                | 148,1 | Max van Heeswijk               |
| 7. Etappe | 20. Juni | Olesa de Montserrat – Barcelona   | 132,8 | Isaac Gálvez                   |